# William Lowther Jackson

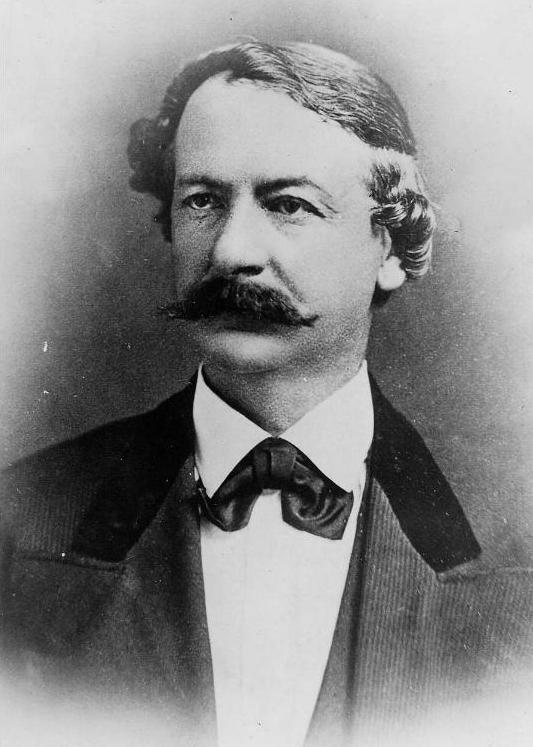
William L. Jackson

William Lowther Jackson (* 3. Februar 1825 in Clarksburg, Virginia (heute West Virginia); † 26. März 1890 in Louisville, Kentucky) war ein US-amerikanischer Jurist, Politiker und Offizier in der Konföderiertenarmee. Während des Bürgerkrieges erhielt er den Spitznamen "Mudwall" Jackson in Anlehnung an seinen Cousin Thomas J. Jackson, der den Spitznamen "Stonewall" Jackson trug.

## Leben

### Herkunft
John Jackson, ein Ire, ließ sich um das Jahr 1748 in Maryland nieder und zog 20 Jahre später an den Buckhannon River in Virginia (heute West Virginia). Sein Sohn, George Jackson (1757–1831), vertrat den dritten Wahlbezirk von Virginia im US-Repräsentantenhaus. Er hatte zwei Söhne: John George (1777–1825) und Edward B. Jackson (1793–1826). John George Jackson vertrat den ersten Wahlbezirk von Virginia im US-Repräsentantenhaus. Er war mit Frances Emelia Triplett verheiratet und Vater von John G. Jackson, Brigadegeneral John Jay Jackson (1800–1877) und Jacob B. Jackson (1829–1893), US-Gouverneur von West Virginia. Edward B. Jackson vertrat den ersten Wahlbezirk von Virginia im US-Repräsentantenhaus. Er hatte zwei Söhne: Colonel William L. und Jonathan Jackson. William L. Jackson war mit Harriet Wilson verheiratet. Sie waren die Eltern des Richters und Brigadegenerals William Lowther Jackson. Jonathan Jackson war der Vater von Generalmajor Thomas Jonathan Jackson (1824–1863).

### Vor dem Sezessionskrieg
William Lowther Jackson studierte Jura und begann 1847 nach seiner Zulassung als Anwalt in Virginia zu praktizieren. Später wurde er zum Staatsanwalt (engl. Commonwealth Attorney) von Harrison County ernannt. Jackson verfolgte ebenfalls eine politische Laufbahn. Man wählte ihn zweimal in das Abgeordnetenhaus von Virginia. In dieser Zeit war er zweimal als Second Auditor of the State und Superintendent des State Library Fund tätig. Dann wählte man ihn 1856 zum Vizegouverneur von Virginia, eine Stellung, die er zwischen 1857 und 1860 innehatte. Im Anschluss wählte man ihn 1860 zum Richter im 19. Gerichtsbezirk von Virginia.

### Während des Sezessionskrieges
Jackson war ein Befürworter des Sklavenhaltung. Aus diesem Grund trat er Anfang 1861 von seinem Richterposten zurück und verpflichtete sich nach Ausbruch des Bürgerkriegs als Private in der Konföderiertenarmee. Brigadegeneral Lee ernannte ihn dann im Mai 1861 zum militärischen Befehlshaber über Parkersburg. Jackson hatte den Dienstgrad eines Oberstleutnants der Virginia Volunteers und unterstand im Juni 1861 Colonel Porterfield in Randolph County. Aus den Kompanien bei Huttonsville wurden zwei Regimenter gebildet. Jackson bekam das Kommando über das 31. Regiment, mit welchen er am 14. Juni 1861 nach Ankunft von General Garnett den Pass am Laurel Mountain in Besitz nahm. Nach dem katastrophalen Ende der Operationen in West Virginia wurde Jackson, der inzwischen zum Colonel ernannt wurde, Volunteer Aide von seinem Cousin Generalmajor Jackson beim Valley Feldzug. Sein außergewöhnliches Verhalten wird im offiziellen Bericht der Schlacht bei Port Republic erwähnt. Danach nahm er an der Zweiten Schlacht am Bull Run teil sowie am Maryland-Feldzug, einschließlich der Schlachten von Harpers Ferry und Sharpsburg. Am 17. Februar 1863 wurde er dann durch das Kriegsministerium autorisiert innerhalb der feindlichen Linien in West Virginia ein Regiment für die Provisional Army of the Confederate States (PACS) auszuheben. Anfang April 1863 hatte er das Regiment, die 19. Virginia Kavallerie, aufgestellt und übernahm im Anschluss das Kommando über dieses. Er unterstand dem Brigadegeneral Jenkins in der Army of Western Virginia unter Generalmajor Jones. Jackson nahm im April an einer Expedition gegen die Baltimore and Ohio Railroad teil. Zu dieser Zeit unterstand er Brigadegeneral Imboden und hatte unter sich 300 oder 400 Rekruten. Im Juli 1863 kommandierte er eine zweite Expedition nach Beverly, wo er bei Huttonsville von den Truppen von Kavalleriegeneral Averell angegriffen wurde. Für den Rest des Jahres blieb er im Department of Western Virginia und stellte sich mehrere Male den Einfällen der Unionstruppen entgegen. Ihm unterstand eine kleine Kavalleriebrigade. Im Frühjahr 1864 war er bei Warm Springs stationiert, wo er unter Generalmajor Breckinridge das Kommando über eine Brigade von sieben Kavallerieregimentern hatte. Bei der Expedition von Brigadegeneral Crook wurde er Anfang Mai angegriffen. Danach nahm er im Juni an der Verteidigung von Lynchburg teil. Im folgenden Monat kommandierte er seine Brigade bei der Expedition durch Maryland nach Washington, D.C. Auf dem Rückzug unterstand ihm die Nachhut, die einen Angriff der Unionstruppen bei Rockville, Maryland zurückschlug. Am 19. Dezember 1864 wurde Jackson zum Brigadegeneral befördert. Er wurde dann beim zweiten Valley Feldzug immer wieder in Gefechte verwickelt, wie bei den Schlachten von Winchester, Cedar Creek, Toms Brook, Fishers Hill und anderen Anlässen, wo er das Kommando über eine Brigade in der Division unter Generalmajor Lomax hatte. Im Frühjahr 1865 war er noch im Feld, als er seine Brigade am 15. April auflöste. Allerdings weigerte er sich selbst zu ergeben und machte sich nach Westen auf, bis er sich am 26. Juli 1865 in Brownsville, Texas ergab und auf Ehrenwort freigelassen wurde.

### Nach dem Sezessionskrieg
Nach dem Krieg wanderte Jackson zeitweise nach Mexiko aus, kehrte aber nach der erlassenen Amnestie nach West Virginia zurück. Später zog er nach Louisville (Kentucky), wo er seine Tätigkeit als Anwalt wieder aufnahm. Einige Jahre später wurde er zum Amtsrichter ernannt, eine Stellung, in die er immer wieder bis zu seinem Tod am 24. März 1890 gewählt wurde. Seine richterliche Laufbahn zeichnete sich durch ein hohes Maß an Zivilcourage sowie sachkundiges Können aus, so dass man ihn als einen der führenden Juristen des Staates betrachtete.
William Lowther Jackson war mit Sarah Elizabeth Creel (1837–1913) verheiratet. Das Paar hatte zwei gemeinsame Söhne:
- Alexander Herbert (1851–1932)
- William Lowther Jackson (1854–1895)